# 巴特布莱贝格
巴特布莱贝格是奥地利克恩顿州菲拉赫兰县的一个市镇。总面积44.74平方公里，总人口2404人，人口密度53.7人/平方公里（2011年）。